# Hexavakcína
Hexavakcína (též vakcína 6–⁠v–⁠1) je kombinovaná vakcína šesti individuálních vakcín do jedné a je tak určena pro ochranu před více nemocemi.
Označuje obvykle dětskou vakcínu proti záškrtu, tetanu, černému kašli, dětské obrně, žloutence typu B a hemofilové nákaze, 
která je používána ve více než 90 zemích celého světa včetně Evropy, Kanady, Austrálie a Nového Zélandu.
Hexavakcína Infanrix Hexa je v České republice používána již více než 15 let a byly jí naočkovány milióny dětí na celém světě. Díky hexavakcíně může kojenec získat ochranu před šesti nebezpečnými nemocemi najednou a není ho potřeba očkovat po dlouhou dobu mnoha samostatnými vpichy.